# Tyler Posey
Tyler Garcia-Posey (Santa Mónica, California, 18 de octubre de 1991) es un actor y músico estadounidense. Comenzó su carrera como actor infantil como parte del elenco principal de la serie Doc, cuando apenas tenía diez años de edad. Posteriormente apareció en la película Maid in Manhattan (2002) y también de forma recurrente en la serie Brothers & Sisters en 2006, así como en Lincoln Heights en 2010.
Posey ganó reconocimiento por su papel como Scott McCall en la serie de televisión Teen Wolf, para la que grabó 100 episodios entre 2011 y 2017. Gracias a dicha actuación, fue reconocido con dos premios en los Saturn Awards y los Teen Choice Awards. Después de ello, apareció de forma recurrente en otras series como Jane the Virgin y Scream. También apareció en películas como Scary Movie 5 (2013), Truth or Dare (2018) y The Last Summer (2019). Igualmente, dio voz al Príncipe Alonso en la serie animada Elena de Ávalor y a Tony Toretto en Fast & Furious Spy Racers.

## Biografía y carrera

### 1991-2010: primeros años e inicios como actor
Tyler Garcia Posey nació el 18 de octubre de 1991 en la ciudad de Santa Mónica, en el estado de California (Estados Unidos), hijo del también actor y escritor estadounidense John Posey y la mexicana Cyndi Garcia-Posey. Es el segundo de tres hermanos; tiene un hermano mayor llamado Derek y uno menor llamado Jesse. Creció en Valencia, un barrio de Santa Clarita, donde estudió en la Hart High School. A partir de los seis años comenzó a practicar actuación con su padre y su primera aparición en la pantalla grande fue como un personaje de relleno en la película Hombre de honor (2000) y más tarde hizo el papel de Mauro en Collateral Damage (2002). Tras ello, consiguió un papel protagónico en la serie de televisión Doc, además de aparecer en la película Maid in Manhattan (2002). Tuvo una breve participación en la serie Smallville en 2006 y después apareció de forma recurrente en Brothers & Sisters entre 2006 y 2007. En 2007, audicionó para el papel de Jacob Black en la saga de Twilight, pero el papel finalmente lo desarrolló el actor Taylor Lautner. En 2009 desarrolló el rol de Andrew Ortega en siete episodios de la serie Lincoln Heights.

### 2011-2017:Teen Wolfy primeros reconocimientos

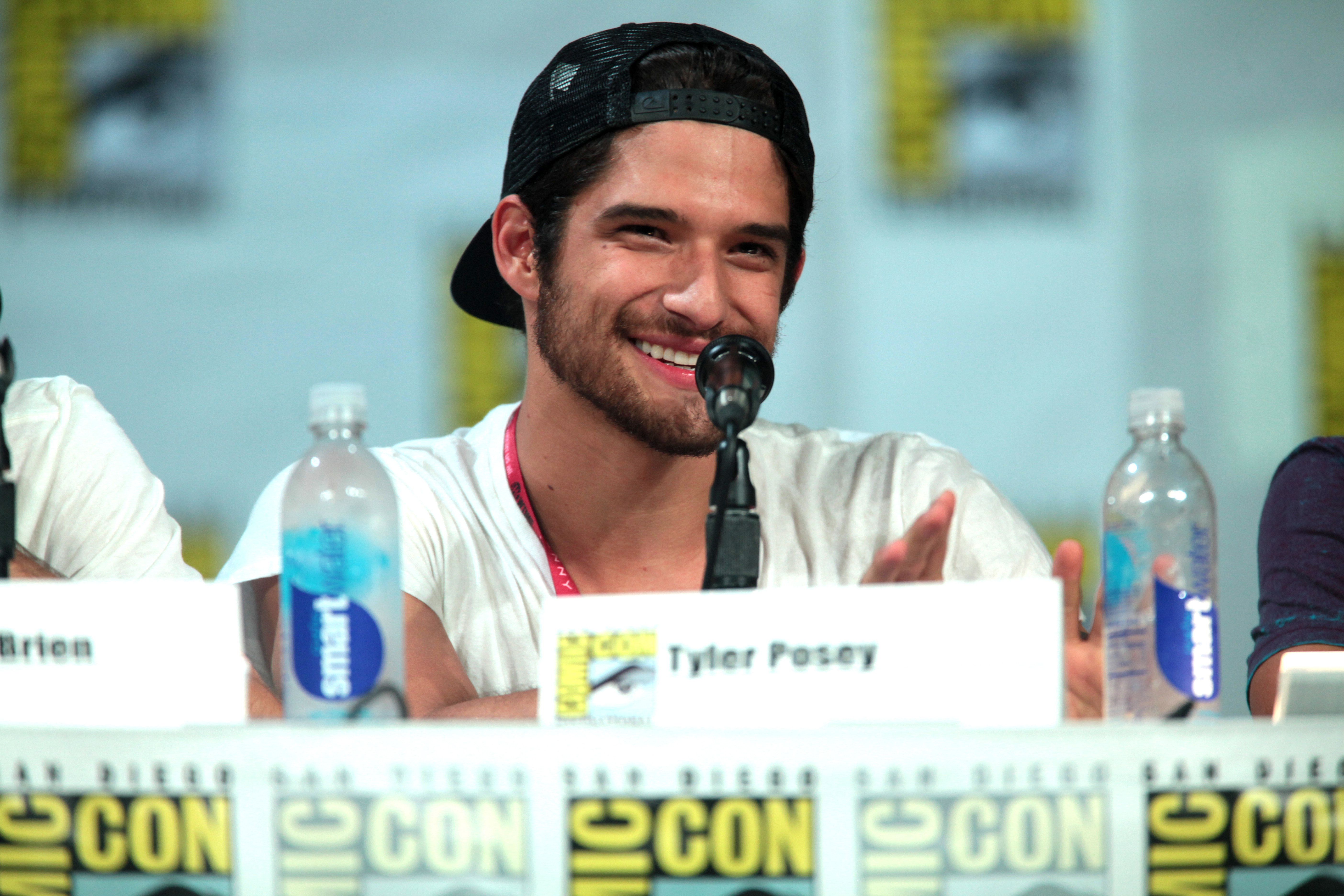
Tyler Posey en la Convención Internacional de Cómics de San Diego en julio de 2014.

En 2011, Posey ganó reconocimiento por su papel como Scott McCall en la serie de televisión Teen Wolf, la cual está basada en la película de 1985 del mismo nombre. Grabó un total de 100 episodios, divididos en seis temporadas, hasta la culminación del programa en 2017. Gracias a este papel, se alzó con dos premios en los Saturn Awards y en los Teen Choice Awards, así como con uno en los ALMA Awards. Por otra parte, apareció en un episodio de Punk'd y luego coprotagonizó la película White Frog con el papel de Doug.
En 2013 apareció en las series Workaholics como Billy Belk y en The Exes como Eric, así como también en la película Scary Movie 5 como David. Posteriormente, apareció en la película Yoga Hosers (2016), así como en los programas Ridiculousness y Lip Sync Battle. También participó en el videoclip del tema «Colors» de Halsey. En 2017, apareció de forma recurrente durante la cuarta temporada de la serie Jane the Virgin.

### 2018-presente:Screamy actuaciones de voz
Posey protagonizó la película de terror Truth or Date (2018) y posteriormente el drama adolescente The Last Summer (2019). Apareció de forma recurrente en la serie de comedia Now Apocalypse en 2019 y más tarde protagonizó la tercera temporada de Scream. Posey dio voz al Príncipe Alonso en la serie animada Elena de Ávalor, que apareció de forma recurrente.
Posey dio voz al personaje de Dante Pertuz / Inferno en cuatro películas animadas para televisión de la franquicia Marvel Rising lanzadas en 2019. Posteriormente, dio voz al personaje de Tony Toretto en la serie animada Fast & Furious Spy Racers.

## Vida personal
Desde el año 2000 hasta el 2002, Posey mantuvo una relación con la cantante y actriz Miley Cyrus. En 2003, inició una relación con su amiga de la infancia Seana Gorlick, con quien finalmente se comprometió en julio de 2013. Sin embargo, la pareja se separó en octubre de 2014 tras diez años de relación. Por otra parte, Posey abrió un perfil en OnlyFans en octubre de 2020, donde explicó que había tenido encuentros sexuales con otros hombres, pero no le gustaba colocarle etiquetas a su orientación sexual; en julio de 2021 se declaró como queer y sexualmente fluido, además de revelar que estaba en una relación con una chica llamada Phem.

## Filmografía
| Año(s) | Título                   | Personaje        | Notas         |
| ------ | ------------------------ | ---------------- | ------------- |
| 2000   | Hombres de honor         | Chico            | No acreditado |
| 2002   | Collateral Damage        | Mauro            |               |
| 2002   | Maid in Manhattan        | Ty Ventura       |               |
| 2005   | Inside Out               | Obert            |               |
| 2007   | Veritas, Prince of Truth | Mouse Gonzalez   |               |
| 2010   | Legendary                | Billy Barrow     |               |
| 2011   | Our Deal                 | Lucky            | Cortometraje  |
| 2012   | White Frog               | Doug             |               |
| 2013   | Scary Movie 5            | Peter            |               |
| 2013   | Guy Code Honors          | Él mismo         | Cortometraje  |
| 2014   | Snackpocalypse           | Thor             | Cortometraje  |
| 2016   | Yoga Hosers              | Gordon Greenleaf |               |
| 2018   | Truth or Dare            | Lucas Moreno     |               |
| 2018   | Taco Shop                | Smokes           |               |
| 2019   | The Last Summer          | Ricky Santos     |               |
| 2020   | Alone                    | Aidan            |               |

| Año(s)    | Título                             | Personaje              | Notas                                           |
| --------- | ---------------------------------- | ---------------------- | ----------------------------------------------- |
| 2001-04   | Doc                                | Raul García            | Elenco principal                                |
| 2002      | Sin rastro                         | Robert                 | Episodio: «Silent Partner»                      |
| 2005      | Sue Thomas: F.B.Eye                | Danny                  | Episodio: «Boy Meets World»                     |
| 2005      | Into the West                      | Abe Wheeler joven      | Miniserie                                       |
| 2006      | Smallville                         | Javier                 | Episodio: «Subterranean»                        |
| 2006-07   | Brothers & Sisters                 | Gabriel Whedon         | Recurrente                                      |
| 2007      | Shorty McShorts' Shorts            | Jose                   | Episodio: «She Zow»                             |
| 2009      | Lincoln Heights                    | Andrew Ortega          | Recurrente                                      |
| 2011-17   | Teen Wolf                          | Scott McCall           | Elenco principal                                |
| 2012      | Punk'd                             | Él mismo               | Temporada 9, episodio 2                         |
| 2013      | Workaholics                        | Billy                  | Episodio: «Fourth and Inches»                   |
| 2013      | The Exes                           | Eric                   | Episodio: «The Hand That Rocks the Cradle»      |
| 2014-15   | Wolf Watch                         | Él mismo               | Elenco principal                                |
| 2015      | Ridiculousness                     | Él mismo               | Episodio: «Tyler Posey»                         |
| 2016      | Lip Sync Battle                    | Él mismo               | Episodio: «Gigi Hadid vs. Tyler Posey»          |
| 2016-2020 | Elena de Ávalor                    | Príncipe Alonso        | Voz, recurrente                                 |
| 2017      | Hell's Kitchen                     | Él mismo               | Episodio: «It's All Gravy»                      |
| 2017      | Jane the Virgin                    | Adam                   | Invitado (Temporada 3) Recurrente (Temporada 4) |
| 2018      | Sideswiped                         | Griffin                | Episodio: «Baby Steps»                          |
| 2019      | Now Apocalypse                     | Gabriel                | Recurrente                                      |
| 2019      | Scream                             | Shane                  | Elenco principal (Temporada 3)                  |
| 2019      | Marvel Rising: Secret Warriors     | Dante Pertuz / Inferno | Voz                                             |
| 2019      | Marvel Rising: Chasing Ghosts      | Dante Pertuz / Inferno | Voz                                             |
| 2019      | Marvel Rising: Heart of Iron       | Dante Pertuz / Inferno | Voz                                             |
| 2019      | Marvel Rising: Battle of the Bands | Dante Pertuz / Inferno | Voz                                             |
| 2019-2021 | Fast & Furious: Spy Racers         | Tony Toretto           | Voz                                             |
| 2021      | Nickelodeon's Unfiltered           | El mismo               | Invitado 1 episodio, concursante programa de TV |
| 2023      | The Masked Singer                  | Hawk                   | Participante, programa de TV                    |
| 2023      | Teen Wolf: The Movie               | Scott McCall           | Protagonista, película de TV Paramount+         |
| 2024      | The Surreal Life                   | El mismo               | Elenco principal, serie de TV (temporada 8)     |

| Año(s) | Canción          | Artista         |
| ------ | ---------------- | --------------- |
| 2011   | «Our Deal»       | Best Coast      |
| 2015   | «Young & Stupid» | Travis Mills    |
| 2015   | «Secrets»        | State Champs    |
| 2016   | «Colors»         | Halsey          |
| 2021   | «Broke»          | The Bottom Line |

## Premios y nominaciones
| Año  | Premiación             | Nominado por | Categoría                                                        | Resultado | Ref.   |
| ---- | ---------------------- | ------------ | ---------------------------------------------------------------- | --------- | ------ |
| 2002 | Premios Artista Joven  | Doc          | Mejor actuación en una serie de comedia — rol secundario         | Nominado  | [ 24 ] |
| 2004 | Premios Artista Joven  | Doc          | Mejor actuación en una serie de comedia o drama — rol secundario | Nominado  | [ 25 ] |
| 2005 | MovieGuide Awards      | Doc          | Actuación más inspiradora                                        | Nominado  | [ 26 ] |
| 2011 | Teen Choice Awards     | Teen Wolf    | Estrella revelación de televisión                                | Nominado  | [ 7 ]  |
| 2011 | Teen Choice Awards     | Teen Wolf    | Mejor actor de televisión del verano                             | Nominado  | [ 7 ]  |
| 2012 | Teen Choice Awards     | Teen Wolf    | Mejor actor de televisión del verano                             | Ganador   | [ 8 ]  |
| 2012 | ALMA Awards            | Teen Wolf    | Mejor actor de televisión en un rol protagónico                  | Ganador   | [ 27 ] |
| 2012 | Imagen Awards          | Teen Wolf    | Mejor actor de televisión                                        | Nominado  | [ 27 ] |
| 2012 | Saturn Awards          | Teen Wolf    | Mejor actor joven en una serie de televisión                     | Ganador   | [ 10 ] |
| 2013 | Saturn Awards          | Teen Wolf    | Mejor actor joven en una serie de televisión                     | Ganador   | [ 10 ] |
| 2013 | Young Hollywood Awards | Teen Wolf    | Mejor reparto (compartido con el elenco de Teen Wolf)            | Ganador   | [ 9 ]  |
| 2013 | Teen Choice Awards     | Teen Wolf    | Mejor actor de televisión del verano                             | Nominado  | [ 11 ] |
| 2014 | Teen Choice Awards     | Teen Wolf    | Mejor actor de televisión del verano                             | Nominado  | [ 28 ] |
| 2014 | Teen Choice Awards     | Teen Wolf    | Mejor actor en una serie de ciencia ficción/fantasía             | Nominado  | [ 28 ] |
| 2015 | Saturn Awards          | Teen Wolf    | Mejor actor joven en una serie de televisión                     | Nominado  | [ 29 ] |
| 2015 | Teen Choice Awards     | Teen Wolf    | Mejor actor de televisión del verano                             | Nominado  | [ 30 ] |
| 2016 | Teen Choice Awards     | Teen Wolf    | Mejor actor de televisión del verano                             | Nominado  | [ 31 ] |
| 2017 | People's Choice Awards | Teen Wolf    | Mejor actor de televisión de ciencia ficción/fantasía            | Nominado  | [ 32 ] |
| 2017 | Teen Choice Awards     | Teen Wolf    | Mejor actor de televisión del verano                             | Ganador   | [ 33 ] |